# Morgan (Georgia)
Morgan is een plaats (city) in de Amerikaanse staat Georgia, en valt bestuurlijk gezien onder Calhoun County.

## Demografie
Bij de volkstelling in 2000 werd het aantal inwoners vastgesteld op 1464.
In 2006 is het aantal inwoners door het United States Census Bureau geschat op 1569, een stijging van 105 (7,2%).

## Geografie
Volgens het United States Census Bureau beslaat de plaats een oppervlakte van
3,4 km², geheel bestaande uit land. Morgan ligt op ongeveer 70 m boven zeeniveau.

## Plaatsen in de nabije omgeving
De onderstaande figuur toont nabijgelegen plaatsen in een straal van 32 km rond Morgan.